# Cypridopsis phantomensis
Cypridopsis phantomensis är en kräftdjursart som beskrevs av Tressler 1954. Cypridopsis phantomensis ingår i släktet Cypridopsis och familjen Cyprididae. Inga underarter finns listade i Catalogue of Life.